# Justicia glauca
Justicia glauca es una especie de planta floral del género Justicia, familia Acanthaceae.

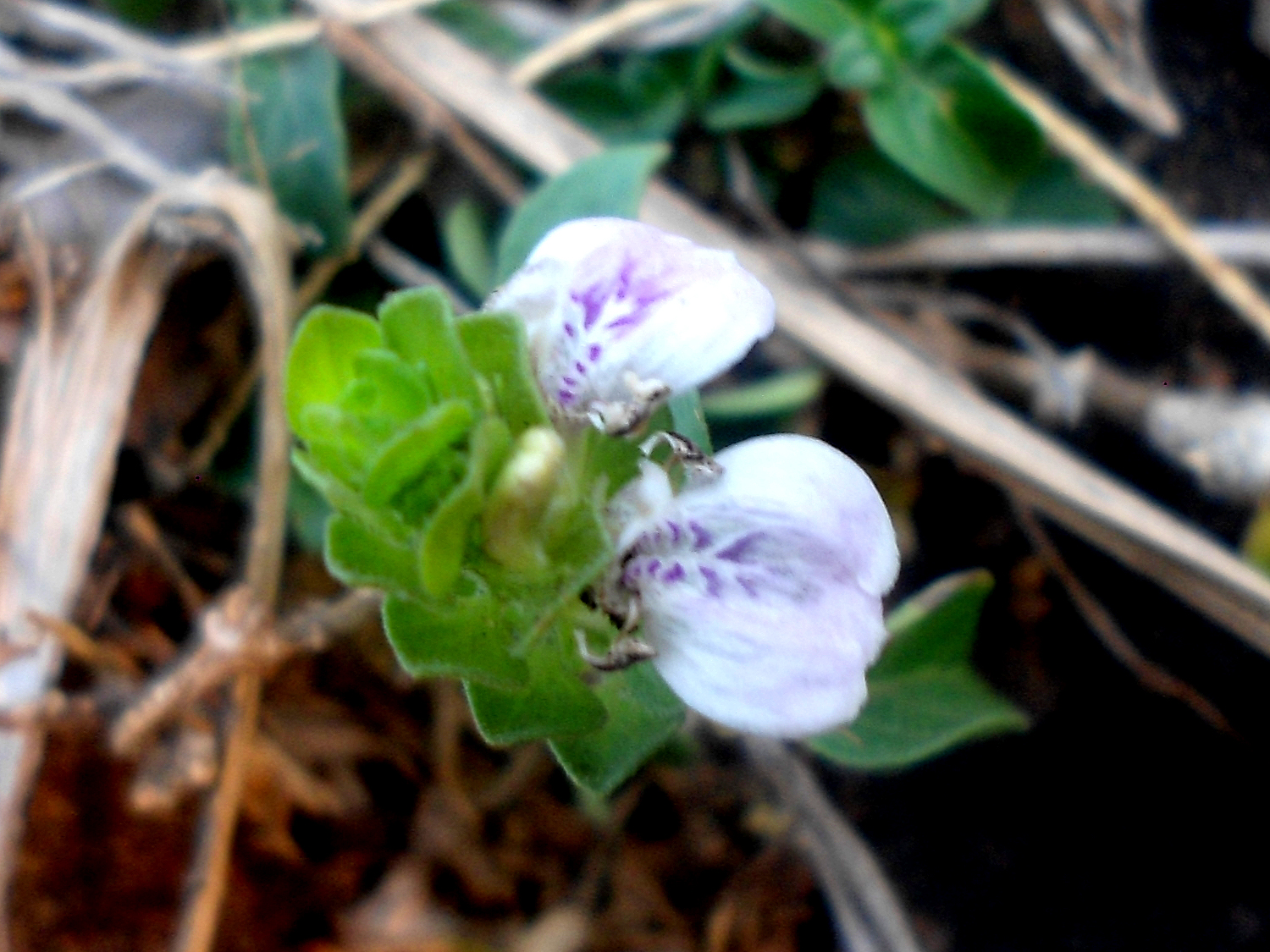
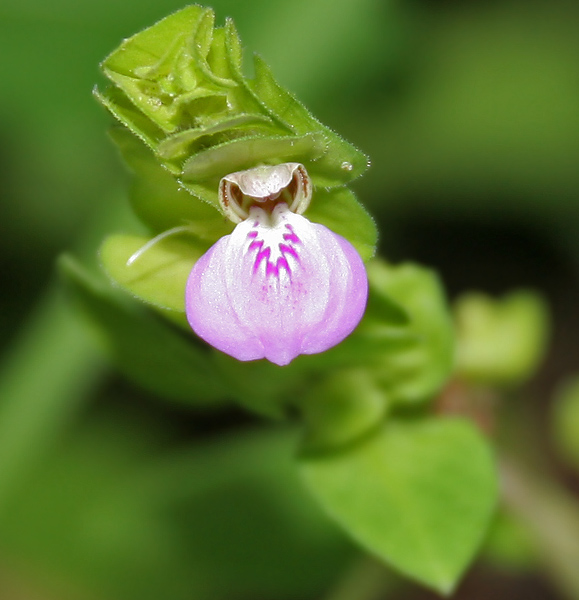
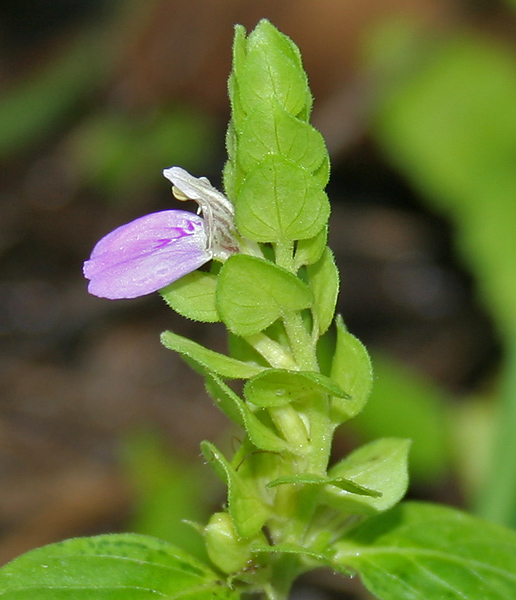
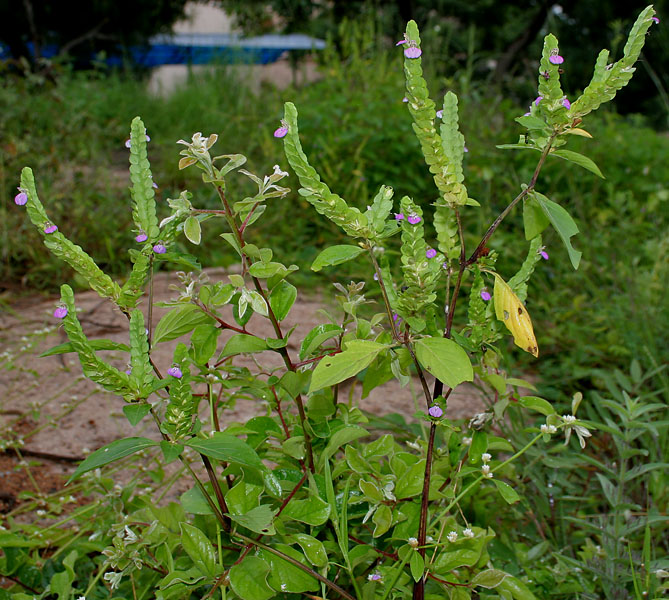

Es nativa de India.